# 喉押さえマン
喉押さえマン（のどおさえまん、2003年〈平成15年〉3月2日 - ）は、日本のTikToker、YouTuber、声真似タレント、声優、ナレーター。
香川県出身。フリーランス。身長162cm。

## 人物・来歴
幼い頃から引っ込み思案で、あがり症だった。10歳の頃にアニメを見て、声優の山寺宏一がキャラクターごとに声色が異なることに気づいた。「人前に出るのが苦手な自分でも、裏方として面白いことができるのではないか」と思い、声優になりたい一心で『それいけ!アンパンマン』に登場するばいきんまん、おさるのジョージなどの声真似して家族に聞いてもらう。
中学入学と同時にスマートフォンを購入。「家族以外の感想を知りたい」と、動画共有アプリで配信を始めた。2019年（平成31年）2月にTikTok、YouTubeに動画を投稿したところ「喉押さえマン」として人気に火がついた。
2021年（令和3年）5月8日放送の『爆笑そっくりものまね紅白歌合戦スペシャル』（フジテレビ）の18歳以下の学生が参加する1コーナー「ものまね甲子園」に出演したことで、『ドラゴンボール』の孫悟空・ベジータ・フリーザをはじめとする様々なキャラクターのハイクオリティすぎる声マネがテレビ関係者の間で注目されて一気に全国区となるきっかけとなった。また、2回目の出演となる同年9月11日の放送では紅白対決の本戦に出場して、ものまねタレント・奇跡とのコラボレーションで『ドラゴンボール』『ONE PIECE』『新世紀エヴァンゲリオン』『鬼滅の刃』『呪術廻戦』のキャラクターが童話「桃太郎」に登場するものまねネタを披露。
番組出演をきっかけに同年6月15日、真野恵里菜や松田ゆう姫が所属する『ジャストプロ』に所属することが事務所の公式サイトで発表。翌日の6月16日に『よるのブランチ』（TBS系）、6月18日には三四郎がパーソナリティを務めるラジオ番組『三四郎のオールナイトニッポン0（ZERO）』（ニッポン放送）、6月19日には『新・情報7daysニュースキャスター』（TBS系）と立て続けにメディア露出が相次いだ。
2024/04/01現在、声真似レパートリー400キャラクター以上。TikTokフォロワーは27万を超えている。
事務所から15社のオファーが来たという。
2024年3月31日、ジャストプロを退所。

## ものまねレパートリー
「喉を押さえて」声を出すという物真似スタイル。喉を押さえることによって「喉ぼとけの位置」を調整する。喉ぼとけの位置を上にあげると高音、下に下げると低音が出る。10歳からこのスタイルをやっているので喉の柔軟性があったときにトレーニングしたのが功を奏したかもと医師から言及された。

### アニメ
- ドラゴンボールZ
  - 孫悟空
  - ベジータ
  - フリーザ
  - 魔人ブウ
  - ヤムチャ
  - 北の界王
- 鬼滅の刃
  - 煉獄杏寿郎
  - 鬼舞辻無惨
  - 鱗滝左近次
  - 宇随天元
  - 悲鳴嶼行冥
- ONE PIECE
  - ロロノア・ゾロ
  - サンジ
  - ウソップ
  - フランキー
  - ボルサリーノ（黄猿）
  - シャンクス
  - バギー
  - Dr.くれは（ドクトリーヌ）
  - マーシャル・D・ティーチ（黒ひげ）
  - ジンベエ
  - コビー
  - ナレーション
- 進撃の巨人
  - エレン・イェーガー
  - リヴァイ
  - ケニー・アッカーマン
- それいけ!アンパンマン
  - ばいきんまん
  - 名犬チーズ
  - ジャムおじさん
- ルパン三世
  - ルパン三世
  - 石川五ェ門
  - 次元大介
  - 銭形警部
  - 峰不二子
- ちびまる子ちゃん
  - 藤木くん
  - 永沢くん
  - 山田くん
  - 花輪くん
  - はまじ
  - ナレーション
- サザエさん
  - アナゴさん
  - マスオさん
- 名探偵コナン
  - 毛利小五郎
  - 阿笠博士
  - 工藤新一
  - 服部平次
  - 白鳥警部
  - 灰原哀
  - 小嶋元太
- NARUTO -ナルト-
  - 自来也
- クレヨンしんちゃん
  - 野原ひろし
- 新世紀エヴァンゲリオン
  - 綾波レイ
  - 加持リョウジ
  - 碇ゲンドウ
- 美少女戦士セーラームーン
  - 月野うさぎ
- 銀魂
  - 坂田銀時
  - 志村新八
  - 神楽
  - お登勢
  - 次郎長
  - 土方十四郎
  - 近藤勲
  - 山崎退
  - 松平片栗虎
  - 桂小太郎
  - 坂本辰馬
  - 高杉晋助
  - 武市変平太
  - 河上万斉
  - 阿伏兎
  - 屁怒絽
  - 徳川茂茂
  - 平賀源外
  - 服部全蔵
  - 吉田松陽
  - ハタ皇子
  - 長谷川泰三
- 呪術廻戦
  - 虎杖悠仁
  - 五条悟
  - 漏瑚
  - 七海健人
- 千と千尋の神隠し
  - ハク
  - 釜爺
  - 青蛙
  - カオナシ
- 僕のヒーローアカデミア
  - オールマイト
  - 爆豪勝己
- 東京リベンジャーズ
  - 佐野万次郎
- マッシュル
  - マッシュ・バーンデッド
- マリオ
- ルイージ
- ワリオ
- キノピオ
- クッパ
- 初音ミク
- おさるのジョージ

ほか

### 声優
- 蒼井翔太
- 青野武
- 池田秀一
- 石塚運昇
- 石田彰
- 入野自由
- 内海賢二
- 榎木淳弥
- 置鮎龍太郎
- 大塚明夫
- 大塚周夫
- 大塚芳忠
- 緒方賢一
- 太田哲治
- 岡本信彦
- 小野友樹
- 大場真人
- 大友龍三郎
- 小原乃梨子
- 梶裕貴
- 神谷浩史
- カシワクラツトム
- 我修院達也
- 神谷明
- 銀河万丈
- 菊池正美
- キートン山田
- 栗田貫一
- くじら
- 黒田崇矢
- 草尾毅
- 釘宮理恵
- 玄田哲章
- 小林千晃
- 子安武人
- 小林清志
- 小西克幸
- 小山力也
- 郷里大輔
- 阪口大助
- 坂口候一
- 塩沢兼人
- 塩屋浩三
- 杉田智和
- 菅生隆之
- 菅原文太
- 鈴村健一
- 関俊彦
- 高木渉
- 立木文彦
- たてかべ和也
- 滝口順平
- 辰巳努
- 千葉繁
- チョー
- 茶風林
- 千葉進歩
- 塚田正昭
- 津田健次郎
- 寺田農
- 土井美加
- 中尾隆聖
- 中井和哉
- 浪川大輔
- 中友子
- 中村彰男
- 納谷悟朗
- 中村悠一
- 沼田祐介
- 野沢雅子
- 林勇
- 速水奨
- 林原めぐみ
- 平田広明
- 日野聡
- 藤原啓治
- 古谷徹
- 古川登志夫
- 堀川りょう
- 宝亀克寿
- 松岡禎丞
- 増岡弘
- 松田洋治
- 増山江威子
- 緑川光
- 三宅健太
- 三木眞一郎
- 三石琴乃
- 森川智之
- 森久保祥太郎
- 森山周一郎
- 森田成一
- 山口勝平
- 山崎たくみ
- 山路和弘
- 山田康雄
- 山寺宏一
- 八奈見乗児
- 矢尾一樹
- 山本圭子
- 若本規夫ほか

### 芸能人 俳優
- 阿部寛
- アイデンティティ
- 小栗旬
- 小宮浩信
- ゴー☆ジャス
- 小峠英二
- 坂井良太
- サンシャイン池崎
- 松陰寺太勇
- 千原ジュニア
- 出川哲朗
- ハリウッドザコシショウ
- ボブ・サップ
- みやぞん

## 出演

### テレビ番組
- グッド！モーニング（テレビ朝日）
- 爆笑そっくりものまね紅白歌合戦スペシャル（フジテレビ）
- めざましテレビ（フジテレビ）
- 金曜日のスマイルたちへ（TBSテレビ）[7][8]
- 新・情報7DAYSニュースキャスター（TBSテレビ）
- あさチャン！（TBSテレビ）
- サンデージャポン（TBSテレビ）
- よるのブランチ （TBSテレビ）[9] ※準レギュラー[10]
- 教えてもらう前と後 （TBSテレビ）[11]
- いま本当にスゴイ！ものまね芸人ランキング（テレビ東京）[12]
- ニンゲン観察バラエティ モニタリング （TBSテレビ）[13]
- ものまねグランプリ（日本テレビ）

### ラジオ
- 三四郎のオールナイトニッポン0（ニッポン放送）[14]

### 声優
- 「ぎゅーどろいど・ウシ右衛門～しまね和牛の未来を救え！」(2022年、山陰放送) -ウシ右衛門（初代）[15]
- 「忍ジャック」（2023年、スカイピース公式キャラクター）-忍ジャック[16]

### ナレーション
- 「ずん＆関根麻里 気になる瀬戸内系バズりの達人」(2022年、瀬戸内海放送)[17]
- 「百鬼幻想記」（2023年、Nintendo Switch）[18]

### ネット配信
- 7.2 新しい別の窓（abemaTV）
- カジサックの部屋（YouTube「カジサックチャンネル」）